# Batalha de Pasárgada
A Batalha de Pasárgada (550 a.C.) foi a última de uma série de batalhas durante a Revolta Persa (552-550 a.C.), que terminou com a vitória dos persas sobre os medos. Há um desacordo histórico sobre quantas batalhas ocorreram durante o levante persa, Heródoto menciona apenas a primeira e a última batalha, o que significaria que antes dessa batalha ocorreu apenas a Batalha de Hirba, enquanto de acordo com Nicolau de Damasco teve três batalhas (em Hirba, na fronteira persa e a colina de Pasárgada).
Embora o rei meda Astíages tenha conseguido subjugar os territórios persas em várias campanhas, ele não foi capaz de destruir o exército persa sob o príncipe Ciro, o Grande. Devido a isso o enfraquecimento do exército meda, que ficaram impressionados com o guerreiro e as habilidades políticas de Ciro, decidiram passar para o lado persa. Devido a isso, o enfraquecido exército meda foi finalmente derrotado na batalha perto de Pasárgada, após a qual todos os nobres medas restantes reconheceram Ciro, o Grande, como o grande rei. Astíages foi capturado um pouco mais tarde, mas Ciro ordenou que ele fosse poupado. Poucos anos depois, o jovem estado se viu em uma nova grande guerra quando o rei lídio Creso lançou uma campanha, considerando a derrubada de seu cunhado Astíages.